# Художественная критика

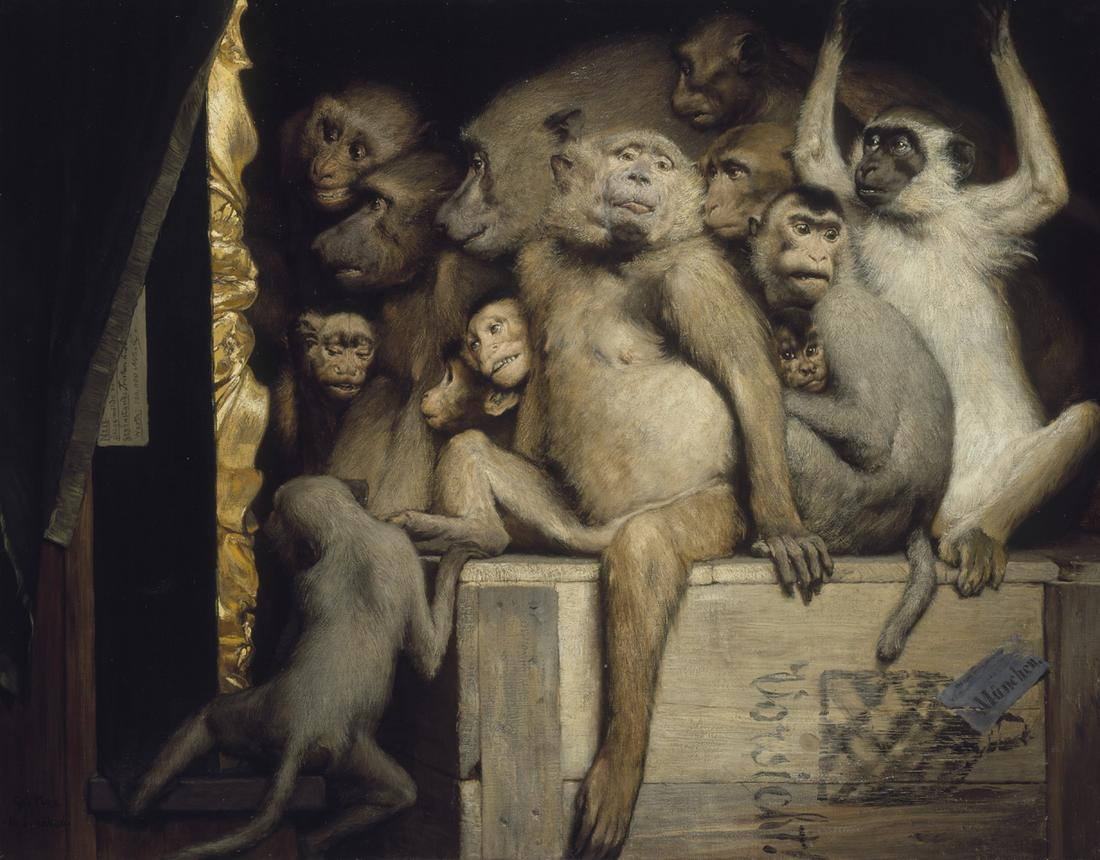
Обезьяны — критики искусства, 1889, Габриэль фон Макс

Художественная критика (от фр. critique из др.-греч. κριτική τέχνη «искусство разбирать, суждение») — анализ, оценка и интерпретация произведений изобразительного искусства. Является составной частью искусствоведения. Искусствоведы обычно критикуют искусство в контексте эстетики или теории красоты.
Художественная критика в отличие от теории и методологии искусства заключается в анализе, интерпретации и оценке произведений изобразительного искусства в актуальном контексте. Разнообразие направлений искусства привело к разделению художественной критики на различные течения и жанры, которые применяют различные критерии для своих суждений. Наиболее распространенное разделение в области критики — историческая критика, актуальная интерпретация и оценка произведений классического искусства (своего рода форма истории искусства), критика современного искусства, произведений живущих художников, критические суждения самих художников (имплицитная эстетика), эссеистика (литература об искусстве), дидактический полилог (искусствоведческая дискуссия), биобиблиография, историографические и библиографические обзоры, рецензии искусствоведческих трудов и многое другое.
Несмотря на представления о том, что художественная критика представляет собой более рискованную деятельность, чем создание искусства, мнения о современном искусстве всегда подвержены радикальным изменениям с течением времени.
Художники зачастую имели непростые отношения со своими критиками. Очевидно, что художникам нужны положительные отзывы критиков, чтобы их работы ценились и приобретались; но часто и к сожалению, для художников, только последующие поколения могли понять и оценить их работы.
Искусство является важной частью человеческого бытия и присутствует во всех аспектах нашей жизни, независимо от культуры или времени. Есть множество различных переменных, которые определяют суждение об искусстве, таких как эстетика, познание или восприятие. Искусство может быть объективным или субъективным, основанным на личном предпочтении эстетики и формы. Оно может основываться на элементах и принципах дизайна, а также на социальной и культурной приемлемости. Искусство — это основной человеческий инстинкт с разнообразными формами и выражением. Искусство может быть самодостаточным с мгновенным суждением и восприятием или может требовать глубоких знании. Эстетические, прагматические, экспрессивные, формалистические, релятивистские, процессуальные, имитационные, ритуальные, познавательные, миметические и постмодернистские теории — вот только некоторые из многих теорий, которые критикуют и оценивают искусство.

## Определение
У художественной критики существуют многочисленные и часто сугубо субъективные определения, которых почти так же много, как и людей, которые ею занимаются. Крайне трудно прийти к некоему устойчивому определению в деятельности, связанной с обсуждением и интерпретацией искусства и его ценности. В зависимости от того, кто пишет на эту тему, «художественная критика» сама по себе может быть исключена как прямая цель, или она может включать части из истории искусства. Независимо от проблемы описания, искусствоведение может ссылаться на историю искусств в своих обзорах, а сама история искусства может косвенно использовать критические методы искусствоведения. По словам искусствоведа Р. Шивы Кумара, «Границы между историей искусства и искусствоведением … не так прочно очерчены, как раньше. Возможно, это началось тогда, когда искусствоведы начали проявлять интерес к современному искусству».

## Методология
Художественная критика включает в себя описательный аспект, где произведение искусства в достаточной степени переводится в слова, чтобы можно обосновать критику. Оценка произведения искусства, которое следует описанию (или перемежается с ним), зависит как от творчества художника, так и от опыта критика. В деятельности с таким выраженным субъективным компонентом существует множество способов ее осуществления. В качестве противоположных крайностей выступают два метода: то время как некоторые предпочитают просто отмечать непосредственные впечатления, вызванные художественным объектом, другие предпочитают более систематический подход, включающий технические знания.

## История западноевропейской художественной критики
Западноевропейская критика искусства, вероятно, возникла из истоков самого искусства, о чем свидетельствуют работы Платона, Витрувия или Аврелия Августина, в которых можно найти ранние формы художественной критики. Кроме того, состоятельные покровители нанимали, по крайней мере, с начала эпохи Возрождения, посредников для оценки произведений искусства, чтобы помочь им в пополнениях коллекции.

### Истоки

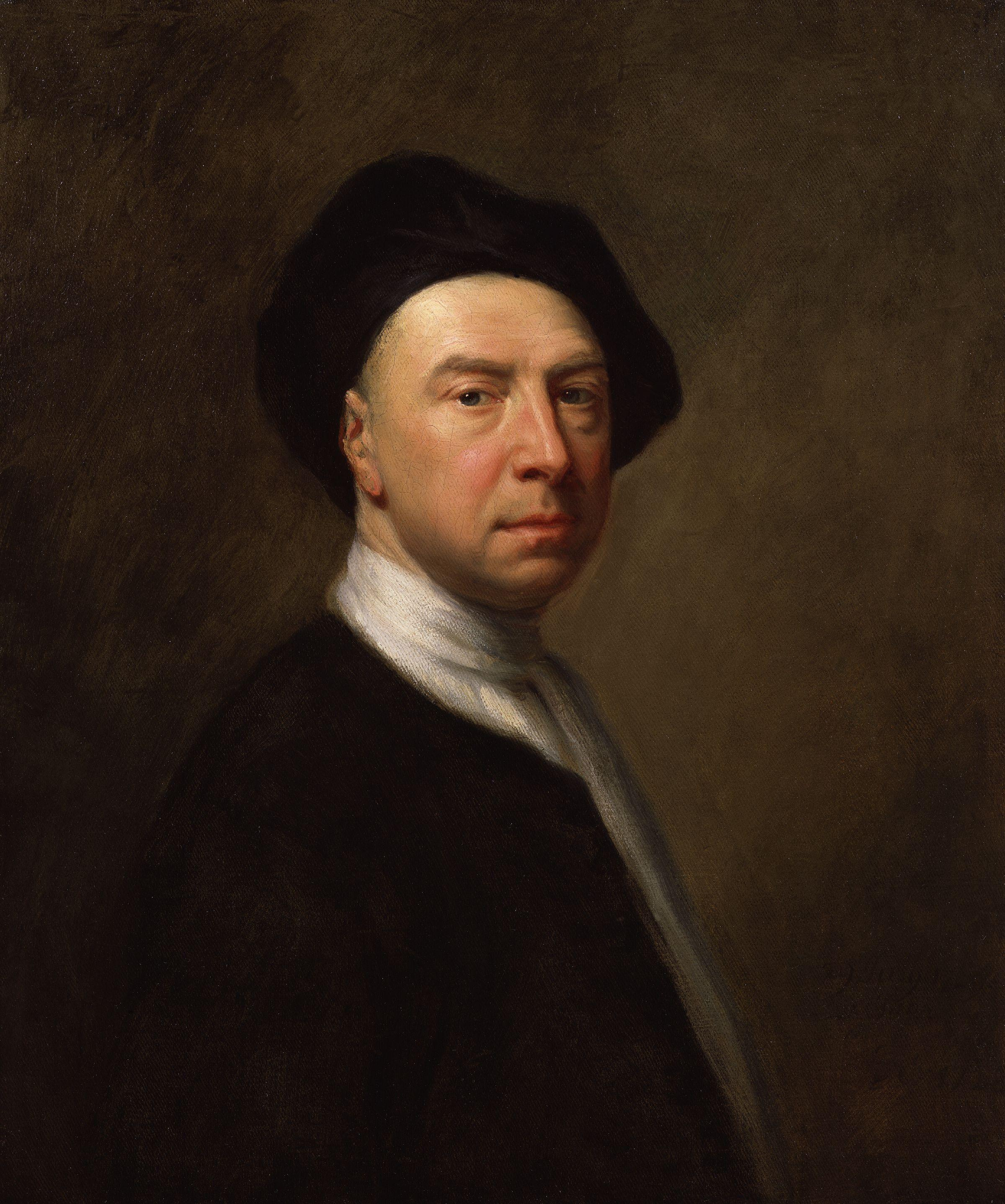
Джонатан Ричардсон ввел термин «искусствоведение» в 1719 году.

Свою современную форму художественная критика, как жанр письма, приобрела в 18 веке. Самое раннее использование термина «искусствоведение» найдено у английского художника Джонатана Ричардсона в его публикации 1719 года «Эссе о всем искусстве критики». В этой работе он попытался создать объективную систему для ранжирования произведений искусства. Семь категорий, включая рисунок, композицию, изобретение и раскраску, получили оценку от 0 до 18, которые были объединены для получения окончательной оценки. Термин быстро завоевал популярность, особенно в связи с тем, что английский средний класс становился все более разборчивым в искусстве.
В середине 1700-х годов во Франции и Англии сильно возрос общественный интерес к искусству, которое регулярно выставлялось на парижских салонах и летних выставках в Лондоне. Первыми писателями, которые приобрели репутацию искусствоведов во Франции 18-го века, был Жан-Батист Дюбос с его критикой «Рефлексии» (1718) которая получила признание Вольтера за его проницательность эстетической теории; и [./https://en.wikipedia.org/wiki/%C3%89tienne_La_Font_de_Saint-Yenne Étienne La Font de Saint-Yenne] с Reflexions sur quelques causes de l'état présent de la peinture en France, который писал о Салоне 1746 года, комментируя социально — экономические условия производства популярного тогда барокко.
Но значительно продвинулся в искусствоведческой критике французский писатель 18-го века Дени Дидро. «Салон 1765 года» Дидро был одной из первых реальных попыток описать и оценить искусство.
Между тем, в Англии выставка Королевского общества искусств в 1762 году и позже, в 1766 году, вызвала волну критических, хотя и анонимных обзоров. Газеты и периодические издания того времени, такие как «London Chronicle», стали вести колонки критики искусства; форма, которая активно начала использоваться с основания Королевской академии художеств в 1768 году. В 1770-х годах «The Morning Chronicle» стала первой газетой, которая систематически рецензировала произведения искусства с выставкок.

### 19-й век

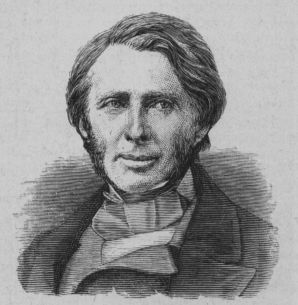
Джон Рёскин, выдающийся английский искусствовед 19 века.

Начиная с 19-го века, происходит развитие искусствоведения и в итоге становится профессией, развивая формализованные методы, основанные на определенных эстетических теориях. В 1820-х годах во Франции произошел разрыв между сторонниками традиционных неоклассических форм искусства и романтизма. Неоклассицисты под руководством Этьена-Жана Делеклюза защищали классический идеал и в картинах предпочитали тщательно законченные формы. Представители романтизма, такие как Стендаль, критиковали старые стили как чрезмерно формализованные и лишенные каких-либо чувств. Вместо этого они отстаивали новые выразительные, идеалистические и эмоциональные нюансы романтического искусства. Подобные, хотя и менее громкие дебаты также происходили в Англии.
Одним из выдающихся критиков в Англии того времени был Уильям Хэзлитт. Художник и публицист, он писал о своем искреннем удовольствии от искусства и своей вере в то, что искусство может использоваться как средство улучшения щедрости духа человечества и познания окружающего его мира. Он был одним из когорты английских критиков, в которой начало расти беспокойство, вызванное возникновением абстрактного направления в работах Уильяма Тёрнера.
Одним из великих критиков 19-го века был Джон Рёскин. В 1843 году он начал публикацию 5-ти томной работы «Современные художники», в которой защищал работы Тёрнера от критиков, обвинявших Тернера в неверности природе. Благодаря кропотливому анализу и вниманию к деталям, Рёскин смог продемонстрировать совершенно противоположное в тому, что искусствовед Эрнст Гомбрих назвал «самым амбициозным произведением научной искусствоведческой критики». Рёскин прославился своей прозой, а позже стал активным и разносторонним критиком, публикуя произведения по архитектуре и искусству эпохи Возрождения, включая «Венецианские камни» .

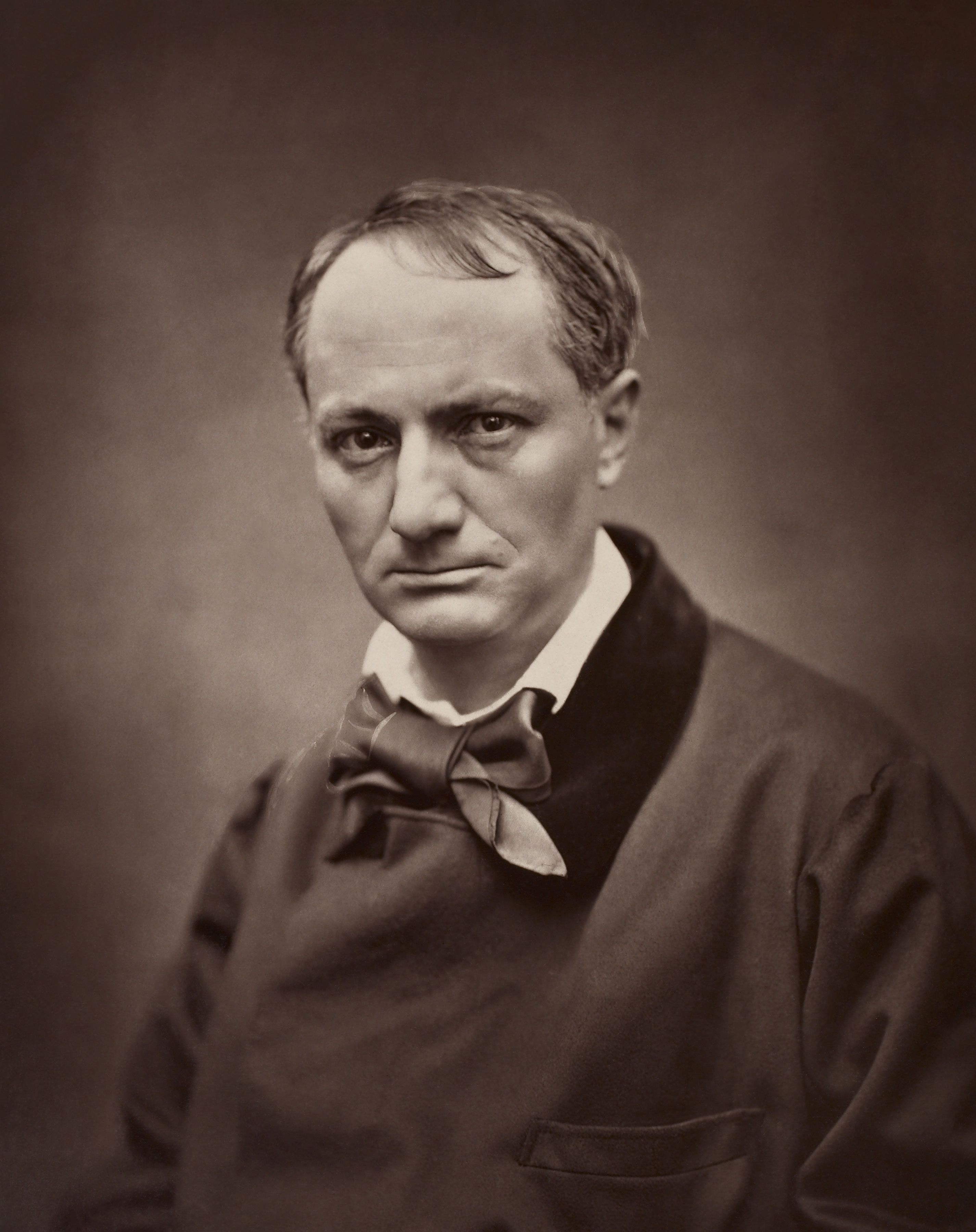
Художественное обозрение Шарля Бодлера Salon of 1845 потрясло аудиторию своими идеями.

Другой влиятельной фигурой в искусствоведении 19-го века был французский поэт Шарль Бодлер, первой опубликованной работой которого был очерк Salon of 1845, который сразу привлек к себе внимание своей смелой критикой. Многие из его критических мнений были новы для того времени, включая его защиту Эжена Делакруа. Когда знаменитая Олимпия Эдуарда Мане (1865), портрет обнаженной куртизанки, спровоцировала скандал с его вопиющим реализмом, Бодлер поддержал своего друга. Он утверждал, что «критика должна быть частичной, страстной, политической, то есть сформированной с исключительной точки зрения, но также с точки зрения, которая открывает наибольшее количество горизонтов». Он попытался увести дискуссию от старых бинарных позиций предыдущих десятилетий, заявив, что «истинным художником будет тот, кто сможет извлечь из современной жизни ее эпический аспект и заставить нас увидеть и понять, с помощью цвета или рисунка, насколько велики и поэтичны мы в наших галстуках и полированных сапогах».
В 1877 году, после того, как Уистлер выставил картину в Гросвенор Галерее, Джон Рёскин высмеял её: "Я видел и слышал большую часть наглости кокни раньше, но никогда не ожидал услышать, как пижон (coxcomb) попросит двести гиней, чтобы швырнуть горшок с краской в лицо публике ". Эта критика побудила Уистлера подать в суд на критику за клевету. Последующее судебное дело оказалось пирровой победой Уистлера.

### Рубеж двадцатого века

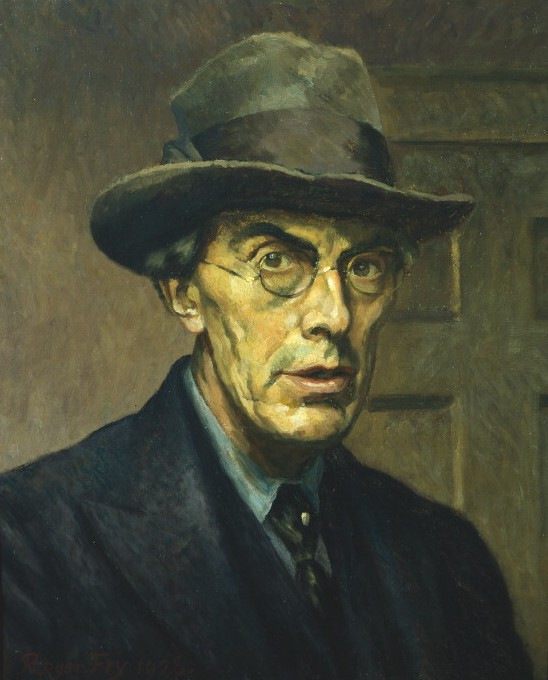
Автопортрет Роджер Фрая. Искусствовед Кеннет Кларк писал о Фрае как «об оказавшем несравненно огромное влияние на вкус со времен Рёскина … Если вкус может быть изменен одним человеком, его изменил Роджер Фрай».

К концу 19-го века в Англии началось движение к абстракции, в противовес предметному искусству, в частности, отстаиваемое драматургом Оскаром Уайльдом. К началу двадцатого века эти течения формально соединились в последовательную философию благодаря работе членов Группы Блумсбери Роджера Фрая и Клайва Белла. Будучи искусствоведом в 1890-х годах, Фрай был заинтригован новым модернистским искусством и его уходом от традиционного изображения. Его выставка 1910 года, которую он назвал постимпрессионистским искусством, вызвала большую волну критики за его иконоборчество. Он энергично защищал себя на лекции, на которой утверждал, что искусство пыталось открыть язык чистого воображения, а не уравновешенный и, на его взгляд, нечестный научное изображение ландшафта. Аргумент Фрая оказал большое влияние, и особенно широкое одобрение получил среди прогрессивной элиты. Вирджиния Вулф отметила, что «в декабре 1910 года или около того (дата, когда Фрай прочитал свою лекцию) человеческий характер изменился».
В то же время, независимо от Фрая, Клайв Белл в своей книге «Искусство» 1914 года утверждал, что все произведения искусства имеют свою особую «означающую форму», в то время как традиционный предмет по существу не имеет значения. Эта работа заложила основы формалистического подхода к искусству. В 1920 году Фрай утверждал, что «для меня все равно, представляю ли я Христа или кастрюлю, поскольку меня интересует форма, а не сам объект». Помимо того, что Белл был сторонником формализма, он утверждал, что ценность искусства заключается в его способности производить особый эстетический опыт в зрителе. опыт он назвал «эстетической эмоцией». Он определил это как тот опыт, который вызван означающей формой. Также он предположил, что причина, по которой мы испытываем эстетические эмоции в ответ на означающую форму произведения искусства, заключается в том, что мы воспринимаем эту форму как выражение опыта художника. Опыт художника, в свою очередь, предположил он, был опытом видения обычных объектов в мире как чистой формы: опыт, который человек получает, когда видит что-то не как средство для чего-то другого, а как самоцель.
Герберт Рид был защитником идей британских художников, таких как Пол Нэш, Бен Николсон, Генри Мур и Барбара Хепуорт, и был связан с группой современного искусства Нэша Unit One. Он сосредоточился на модернизме Пабло Пикассо и Жоржа Брака и в 1929 году опубликовал влиятельное эссе о значении искусства в «The Listener». Рид также был редактором журнал Burlington Magazine (1933-38) и помог организовать Лондонскую международную выставку сюрреалистов в 1936 году.

### С 1945 г.
Как и в случае с Бодлером в 19 веке, феномен «поэт-критик» вновь появился в 20-м веке, когда французский поэт Аполлинер стал защитником кубизма. Позже французский писатель и герой Сопротивления Андре Мальро много писал об искусстве, и не только о европейском. Его убежденность в том, что истоки авангарда в Латинской Америке лежат в мексиканском мурализме (Ороско, Ривера и Сикейрос) изменилась после его поездки в Буэнос-Айрес в 1958 году. После посещения студий нескольких аргентинских художников в компании молодого директора Музея современного искусства Буэнос-Айреса Рафаэля Сквирру, Мальро объявил, что истоки нового авангарда лежат в новых художественных течениях Аргентины. Сквирру, поэт-критик, ставший директором по культуре в ОАГ в Вашингтоне в 1960-х годах, был последним, кто брал интервью у Эдварда Хоппера перед его смертью, что способствовало возрождению интереса к американскому художнику.
В 1940-х годах было не только несколько галерей («Искусство этого века»), но и несколько критиков, которые следили за работой Нью-Йоркского авангарда. Было также несколько художников с литературным прошлым, в том числе Роберт Мазервелл и Барнетт Ньюман, которые также выступали в качестве критиков.
Хотя Нью-Йорк и весь мир были незнакомы с нью-йоркским авангардом, к концу 1940-х годов большинство художников, ставших сегодня широко известными, имели своих авторитетных покровителей-критиков, Клемент Гринберг защищал идеи Джексона Поллока и художников живописи цветового поля: Клиффорда Стилла, Марк Ротко, Барнетта Ньюмана, Адольфа Готлиба и Ханса Хофмана. Гарольд Розенберг, похоже, предпочел таких живописцев, как Виллем де Кунинг и Франц Клайн. Томас Б. Гесс, главный редактор ARTnews, отстаивал идеи Виллема де Кунинга.
Новые критики превозносили своих протеже, называя других художников «последователями» или игнорируя тех, кто не служил их, своего рода рекламной, цели. Например, в 1958 году Марк Тоби «стал первым американским художником со времен Уистлера (1895), получившим главный приз на биеннале в Венеции. Но два ведущих арт-журнала Нью-Йорка не были заинтересованы. Arts упомянул об этом историческом событии только в колонке новостей, а Art News (управляющий редактор: Томас Б. Хесс) полностью проигнорировал его. The New York Times и Лайф напечатали тематические статьи».
Барнетт Ньюман, член Uptown Group, писавший предисловия и обзоры для каталогов, к концу 1940-х стал художником, выставлявшимся в галерее Бетти Парсонс. Его первая персональная выставка состоялась в 1948 году. Вскоре после этой выставки Барнетт Ньюман был выступил на одной из сессий художников в Studio 35: «Мы находимся в процессе создания мира, в определенной степени, по нашему собственному образу». Используя свои писательские навыки, Ньюман боролся за каждый шаг в укреплении своего недавно созданного имиджа художника и продвигая свои работы. В качестве примера можно привести его письмо Сидни Янису 9 апреля 1955 года:
Это правда, что Ротко разговаривает с бойцом. Он борется, однако, чтобы подчиниться обывательскому миру. Моя борьба против буржуазного общества привела к его полному отказу.
Человек, который, как считалось, больше всего занимался продвижением абстрактного экспрессионизма, был нью-йоркский троцкист Клемент Гринберг. Будучи искусствоведом в «Partisan Review» и «The Nation», он стал ранним сторонником этого стиля. Художник Роберт Мазервелл, обеспеченный и богатый, присоединился к Гринбергу в продвижении стиля, соответствующего политическому климату и интеллектуальному бунтарству эпохи.
Клемент Гринберг провозгласил абстрактный экспрессионизм и, в частности, Джексона Поллока, воплощением эстетической ценности. Гринберг поддержал работу Поллока по формальным признакам как просто лучшую картину своего времени и кульминацию художественной традиции, восходящей через кубизм и Сезанна к Моне, в которой живопись становилась все более «чистой» и более концентрированной в том, что для нее было «существенным».
Работы Джексона Поллока всегда поляризовали критиков. Гарольд Розенберг говорил о превращении живописи в экзистенциальную драму в работах Поллока, в которой «то, что должно было быть на холсте, было не картиной, а событием». «Кульминационный момент наступил, когда было решено изображать „просто рисовать“. Жест на холсте был жестом освобождения от ценностей — политических, эстетических, моральных».
Одним из самых ярых критиков абстрактного экспрессионизма в то время был художественный критик New York Times Джон Кэнэдай. Мейер Шапиро и Лео Штейнберг были также влиятельными историками послевоенного искусства, которые высказались в поддержку абстрактного экспрессионизма. В начале и середине шестидесятых молодые искусствоведы Майкл Фрид, Розалинда Краусс и Роберт Хьюз внесли значительный вклад в критическую диалектику, которая продолжает расти вокруг абстрактного экспрессионизма.

### Феминистское искусствоведение
Феминистская художественная критика возникла в 1970-х годах из более широкого феминистского движения как критический анализ как визуальных представлений женщин в искусстве, так и произведений, созданных женщинами.

## История русской и советской критики

### Русская критика до XVIII века
В отличие стран Западной Европы, в России до XVII века не существовало традиции обсуждения и критического изучения произведений искусства. Это было связано тем, что в течение нескольких предыдущих веков русский национальный художественный стиль находился на стадии формирования. Большинство предметов декоративно-прикладного искусства и иконописи, а также архитектуры, создавались под заказ для русской православной церкви, царского двора и знати. Основой орнаментики служили, в основном, мотивы, заимствованные из языческих и христианских традиций, а искусство иконописи и формы архитектуры, прежде всего церковной, были заимствованы из Византии, хотя и значительно переработаны. В условиях феодальной раздробленности в каждом удельном княжестве существовала своя вариация древнерусского стиля, например владимиро-суздальская, новгородская и др. Нашествие кочевников из центральной Азии, в том числе монгол, ввело в культуру элементы, заимствованные из восточных культур. Влияние западной культуры осуществлялось, в основном, через контакты с Италией. Например, создание ансамбля Московского Кремля в конце XV – начале XVI в осуществлялось с участием итальянских мастеров. Таким образом, в течение нескольких столетий шло естественное формирование общерусского стиля на основе взаимовлияния нескольких типов культур. Заимствования носили зачастую компилятивный характер и не подлежали глубокому осмыслению и анализу, что объясняет отсутствие каких-либо серьезных попыток поднять вопросы искусствознания в письменных источниках той поры. Так, в исторических источниках периода встречается упоминания о стремлении к преодолению интерпретирующего характера русского искусства.
Вследствие этого, до XVII века критика носила только нравственно-религиозный и канонический характер, оценка произведений основывалась на их соответствии церковным канонам, их материальной ценности и эстетике, одобренной православной церковью. Однако в XVII веке произошло существенное изменение взглядов на роль и значение художественных произведений. Во второй половине XVII века в литературе стали подниматься вопросы, касающиеся именно теоретических аспектов искусства, например, в форме комментариев к произведениям церковного искусства в популярных в то время жанрах жития, послания и наставления. Среди основных литературных произведений этого периода можно выделить порядка 10 работ, введенных в научный оборот, посвященных искусству. Одним из наиболее ранних литературных произведений, поднимающих вопросы теории искусства в форме художественной критики, является “Послание некоего изуграфа Иосифа к цареву изуграфу и мудрейшему живописцу Симону Федоровичу” Иосифа Владимирова.
В своей рукописи русский изограф Иосиф Владимиров обращается к своему современнику, знаменитому русскому московскому иконописцу Симону Ушакову. Произведение отличается многогранностью поднимаемой в нем искусствоведческой проблематики, поэтому искусствовед Е. С. Овчинникова определяет произведение, как “трактат об искусстве.” Иосиф Владимиров выражает свое отношение к вопросу о должном отношении к искусству в целом и к художнику, как к создателю произведения искусства. Также автор говорит об особенностях художественной техники, важности создания реалистичного изображения с помощью использования светотени, которая приближает искусство к природе: “...выступил за применение в иконописи светотени, приближающей искусство к природе." Кроме того, данное произведение отражает процессы формирования отечественной художественной мысли в условиях взаимовлияния культур. А. А. Салтыков в своей статье “Эстетические взгляды Иосифа Владимирова” показывает влияние западной традиции на воззрения автора, говоря о том, что “источник эстетических идей автора – западный.” А. А. Салтыков определяет задачу произведения в том, чтобы “преодолеть интерпретирующий характер русского искусства и поставить новые художественные задачи.” Таким образом, “Послание” Иосифа Владимирова является одним из первых литературных текстов, в которых поднимаются вопросы теории искусства и художественной критики. Более того, в произведении отражено “формирование метода художественной критики”, что свидетельствует о начале осмысления художественных процессов и методов их оценки в русской культуре.
Появление художественной критики свидетельствало о глобальных культурно-исторических процессах, происходящих во второй половине XVII века. Русская художественная критика, появившаяся в упомянутых выше литературных произведениях, символизировала запросы общества, в том числе среди художников, на национальную самобытность и историческую культурную идентичность. Количество источников, значительно превосходящее написанное в предыдущие века, и зарождение жанра литературного критического осмысления искусства, отразили окончательное формирование общерусского стиля, как художественного явления. С оформлением стиля появились критики, что свидетельствовало об интеллектуальной зрелости мышления художников и их готовности к осмыслению сложного феномена произведения искусства, его целей, задач, предмета и формы. Это также показывает общие тенденции национального мышления к самоидентификации через язык искусства к дальнейшему творческому развитию.
В XVII веке произошла естественная, диалектически неизбежная трансформация всех элементов, ранее заимствованных из других культур, и формирование нового общерусского стиля, что привело к естественному переосмыслению основ национального стиля в различных его формах. “Смена курса” Петра I и обращение к основам западной цивилизации в XVIII веке были лишь временным, не прекратившим формирование русского национального духа и развития процессом. Именно эти идеи дали материал для поиска русской художественной идентичности в конце XIX века, который нашел свое отражение в псевдорусском стиле и широком течении приверженцев русской тематики в искусстве – И. Я. Билибина, В. М. Васнецова, Н. К. Рериха и других.

## Современность
Сегодня искусствоведы работают не только в печатных СМИ, а также в специализированных художественных журналах, газетах, интернете, на телевидении и радио, а также в музеях и галереях. Многие из них также работают в университетах или в качестве художественных педагогов в музеях. Искусствоведы курируют выставки и часто привлекаются для написания каталогов выставок. У искусствоведов есть своя собственная организация, входящая в ЮНЕСКО, которая называется Международная ассоциация искусствоведов, которая имеет около 76 национальных отделении и отделение для беженцев.

### Арт-блоги
С начала 21-го века по всему миру возникли веб-сайты и блоги, посвященные критике искусства. Многие из этих авторов используют социальные медиа, такие как Facebook, Twitter и другие, чтобы донести до читателей свое мнение об искусствоведении.